# 南アフリカ・ポンド
南アフリカ・ポンド（みなみアフリカ・ポンド、英語: South African pound）は、1961年まで南アフリカ連邦のほか、セントヘレナで使用されていた旧通貨単位。1961年に新通貨ランドに置き換えられた（1ポンド＝2ランド、10シリング＝1ランド）。
| サブスタブ | この項目は、まだ閲覧者の調べものの参照としては役立たない、書きかけの項目です。この項目を加筆・訂正などしてくださる協力者を求めています。このテンプレートは分野別のサブスタブテンプレートやスタブテンプレート（Wikipedia:分野別のスタブテンプレート参照）に変更することが望まれています。 |